# Leucopternis melanops
El busardo carinegro  (Leucopternis melanops), también denominado gavilán carinegro (en Colombia y Venezuela, gavilán de cara negra (en Perú) o gavilán de antifaz (en Colombia) es una especie de ave accipitriforme de la familia Accipitridae que vive en el norte de América del Sur. Habita en la cuenca del Amazonas. Está cercanamente emparentado con el busardo cejiblanco (Leucopternis kuhli).

## Distribución y hábitat
Se distribuye en el sur y sureste de Venezuela, Guyana, Surinam, Guayana francesa y en la Amazonia brasileña al norte del río Amazonas hasta el este de Colombia, este de Ecuador y norte de Perú. Se ha confirmado su presencia al sur del río Amazonas en Brasil y sureste de Perú (Madre de Dios), pero todavía es pobremente conocido.
Habita en selvas húmedas de baja altitud y prefiere la vegetación densa a lo largo de los ríos y manglares.

## Descripción
El busardo carinegro mide entre 37 y 42 cm de largo. Las hembras son algo mayores que los machos (ellas pesan entre 329 y 380 g frente a los 297 y 317 g de ellos). El plumaje de su cabeza y cuerpo es de color blanco. Sus alas y cola son negras, con ligero moteado blanco en las alas y una franja blanca en mitad de la cola. Atravesando sus ojos presenta una mancha negra a modo de antifaz, que le da su nombre común. Tiene un aspecto muy similar al busardo blanco (Leucopternis albicollis) aunque en versión reducida, con antifaz negro y las patas anaranjadas.

## Sistemática

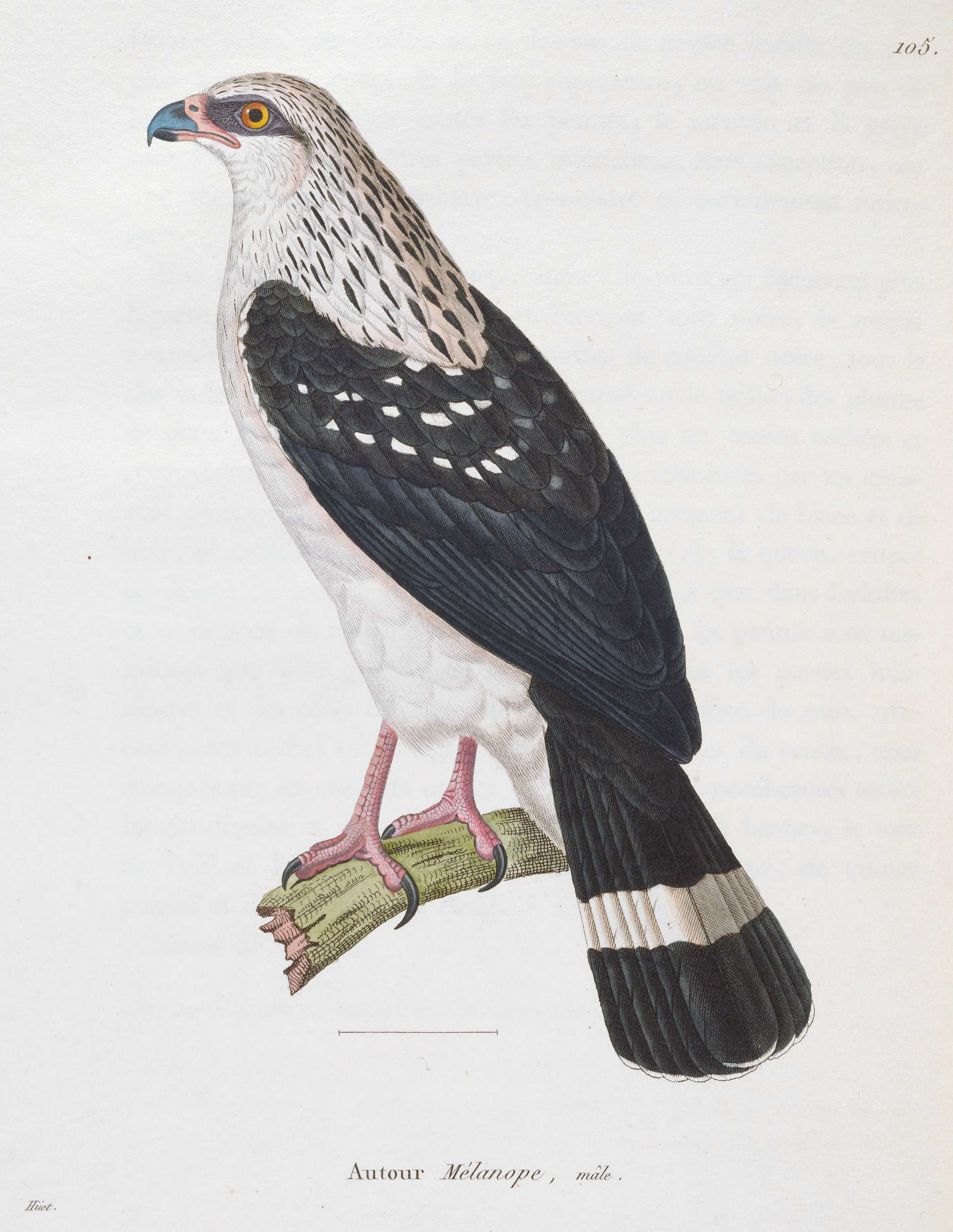
Leucopternis melanops, ilustración en Temminck, Nouveau recueil de planches coloriées d'oiseaux, 1838.

### Descripción original
La especie L. melanops fue descrita por primera vez por el naturalista británico John Latham en 1790 bajo el nombre científico Falco melanops; localidad tipo «Cayena».

### Etimología
El nombre genérico masculino «Leucopternis» deriva del griego «leukos»: blanco, y «pternis»: halcón; y el nombre de la especie «melanops», proviene del griego «melas, melanos»: negro  y «ōps, ōpos»: cara; significando «de cara negra».

### Taxonomía
La presente especie y el busardo cejiblanco (Leucopternis kuhli) son especies hermanas, siendo el busardo semiplomizo (L. semiplumbeus) el pariente más próximo de ambas. Ya ha sido considerado conespecífico con L. kuhli, pero los dos son encontrados de forma simpátrica en Brasil (en el bajo río Tapajós) y en el sureste de Perú. Es monotípico.